# Academia de Ciencias de Francia
La Academia de Ciencias de Francia (en francés, Académie des sciences) es la institución francesa que: «Anima y protege el espíritu de la investigación, y contribuye al progreso de las ciencias y aplicaciones». Fue creada en 1666, durante el reinado de Luis XIV bajo el patrocinio de su primer ministro Jean-Baptiste Colbert. Se trata de una de las cinco academias francesas que constituyen el actual Instituto de Francia.
Fue la primera institución que adoptó el sistema métrico decimal como sistema universal.

## Historia
La Academia de ciencias debe su origen al proyecto de Colbert de crear una academia general. Se inscribe igualmente en la línea de diversos círculos de sabios que se reúnen en el siglo XVII, alrededor de un mecenas o de una personalidad erudita. Colbert elige un pequeño grupo de sabios que se congregan el 22 de diciembre de 1666 en la biblioteca del rey, y allí tienen sesiones de trabajo. Los treinta primeros años de existencia de la Academia fueron relativamente informales, la nueva institución no había recibido estatus.
Página oficial de la Academia

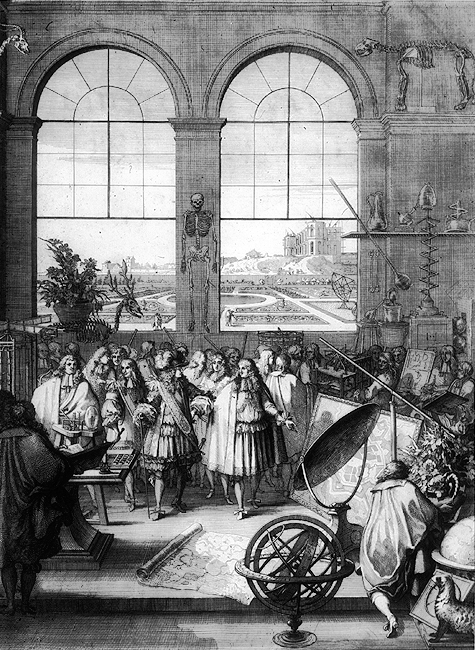
Luis XIV en la Academia en 1671.

El 20 de abril de 1699, Luis XIV da a la Academia Real de Ciencias su primer reglamento: compuesta en un principio por 70 miembros, la Academia recibe el título de real y se instala en el Louvre.
Durante el siglo XVIII contribuye al movimiento científico de su tiempo por medio de sus publicaciones, y juega un rol de asesor para el poder. El 8 de agosto de 1793, la Convención suprime todas las academias. Dos años más tarde, el 22 de agosto de 1795, fue creado en su lugar un «Instituto Nacional de Ciencias y Artes» reagrupando las antiguas academias científicas, literarias y artísticas. La primera clase del «Instituto de Ciencias Físicas y Matemáticas» fue la más numerosa, con 66 miembros de 144.
En 1816, la Academia de Ciencias recupera su autonomía participando en el Instituto de Francia. El jefe de Estado es su protector.
En 1835, bajo la influencia de François Arago, fueron creadas las «CaCTAS de la Academia de Ciencias», que vuelve a ser un instrumento de primera importancia para la difusión de trabajos de científicos franceses y extranjeros.

## Fines
Para comprender correctamente los objetivos, el estatus y la forma de trabajar de la Academia, se recogen aquí los artículos 1 al 5 de su reglamento de funcionamiento:
| Artículo 1 | La Academia de Ciencias del Instituto de Francia reúne a sabios franceses y asocia a sabios extranjeros elegidos, los unos y los otros, entre los más eminentes. |
| Artículo 2 | Anima y protege el espíritu de la investigación, y contribuye al progreso de las ciencias y de sus aplicaciones. Vela por la calidad de la enseñanza y obra para que los avances del desarrollo científico sean integrados en la cultura de los hombres de nuestro tiempo. Es atenta al mantenimiento del rol y de la calidad del lenguaje científico francés. |
| Artículo 3 | La Academia de ciencias participa en la vida científica y la aporta su apoyo: - por la publicación rápida, en las series científicas de sus Comptes rendus [actas], de cortas notas seleccionadas y controladas que anuncian por primera vez un resultado significativo. - Por la presentación, notablemente por medio de sesiones públicas, de sus trabajos originales o de exposiciones de síntesis. - Por la atribución de premios y de subvenciones a los investigadores y autores que juzgue oportuno animar o recompensar. - Por la puesta en concurso de investigadores sobre temas dados. - Por la organización de coloquios, de preferencia sobre los temas multidisciplinarios, en cooperación o no con otras clases de institutos o de otras academias de ciencias. - Por la conservación en los archivos de documentos iluminadores de la historia y del progreso del pensamiento científico, pudiendo servir para establecer la anterioridad de un descubrimiento.                                                               |
| Artículo 4 | La Academia de Ciencias contribuye al desarrollo de las relaciones científicas internacionales y a la representación de la ciencia francesa: - Manteniendo contactos con otras comunidades científicas, gracias a los asociados extranjeros. - Estableciendo relaciones con las academias de ciencias extranjeras, pudiendo ser traducidas por acuerdos de cooperaciones y de intercambios. - Asegurando la representación de Francia en las Uniones científicas internacionales en el seno del Consejo internacional de uniones científicas, y más generalmente, en otros organismos internacionales, gubernamentales, y esforzándose por obtener a tales efectos de poder público, de medios dignos de nuestro país. |
| Artículo 5 | La Academia de Ciencias hace una reflexión y una vigilancia constantes sobre la organización de la investigación, de la formación de la investigación y de las enseñanzas científicas, sobre las aplicaciones de las ciencias, sobre las grandes orientaciones de programas y más generalmente sobre todas las cuestiones interesantes a la vida científica, - por la designación, mientras que esta sea invitada, de ciertos de sus miembros encargados de la representación en los consejos o en los comités, - por las opiniones que proporciona ante la petición de un ministro sobre las nominaciones a grandes cargos, - por los estudios que toma de su propia iniciativa o a petición de poderes públicos nacionales o regionales, dando lugar a la publicación de informes eventuales destinados a una gran difusión, - por la presentación de recomendaciones, de deseos y de sugerencias concernientes a problemas de interés nacional, haciendo finalmente si es necesario de puestas en acción para hacer valer lo bien fundado. |

## Archivos
Una de las labores más importantes que realiza la Academia es la búsqueda y salvaguarda de los documentos científicos más importantes, para que perduren a lo largo de la historia y sean accesibles a los científicos que deseen consultar trabajos y artículos. Es un grandioso trabajo de divulgación en favor del conocimiento de la ciencia y su desarrollo.
La Academia de Ciencias ha tenido siempre la preocupación de preservar su memoria, aunque ha tenido que esperar a los años 1880 para ver constituirse las colecciones de las que se enorgullece. Guarda las actas orales de las sesiones (las más antiguas datan de 1666), numerosas memorias, informes, cartas, manuscritos de todo tipo, datos bibliográficos de sus sabios, actas y debates de premios, etc.
Conserva también los dosieres biográficos que conciernen a todos los sabios que hayan pertenecido a la Academia desde su creación, a través de manuscritos, documentos iconográficos y documentación. Guarda los dosieres sobre los precios de las cosas, que aparecieron por vez primera en 1720.
Posee un depósito que permite a los autores garantizar sus derechos en cuanto a la prioridad de un descubrimiento, siendo una idea que se remonta al siglo XVIII.
Almacena los papeles de los comités y comisiones, creados en la Academia para estudiar cuestiones científicas o para asegurar responsabilidades administrativas; un fondo importante de archivos personales —siendo uno de los más destacados el de Lavoisier— que constituyen una fuente de primera importancia para los historiadores de la ciencia y de la vida política y económica.

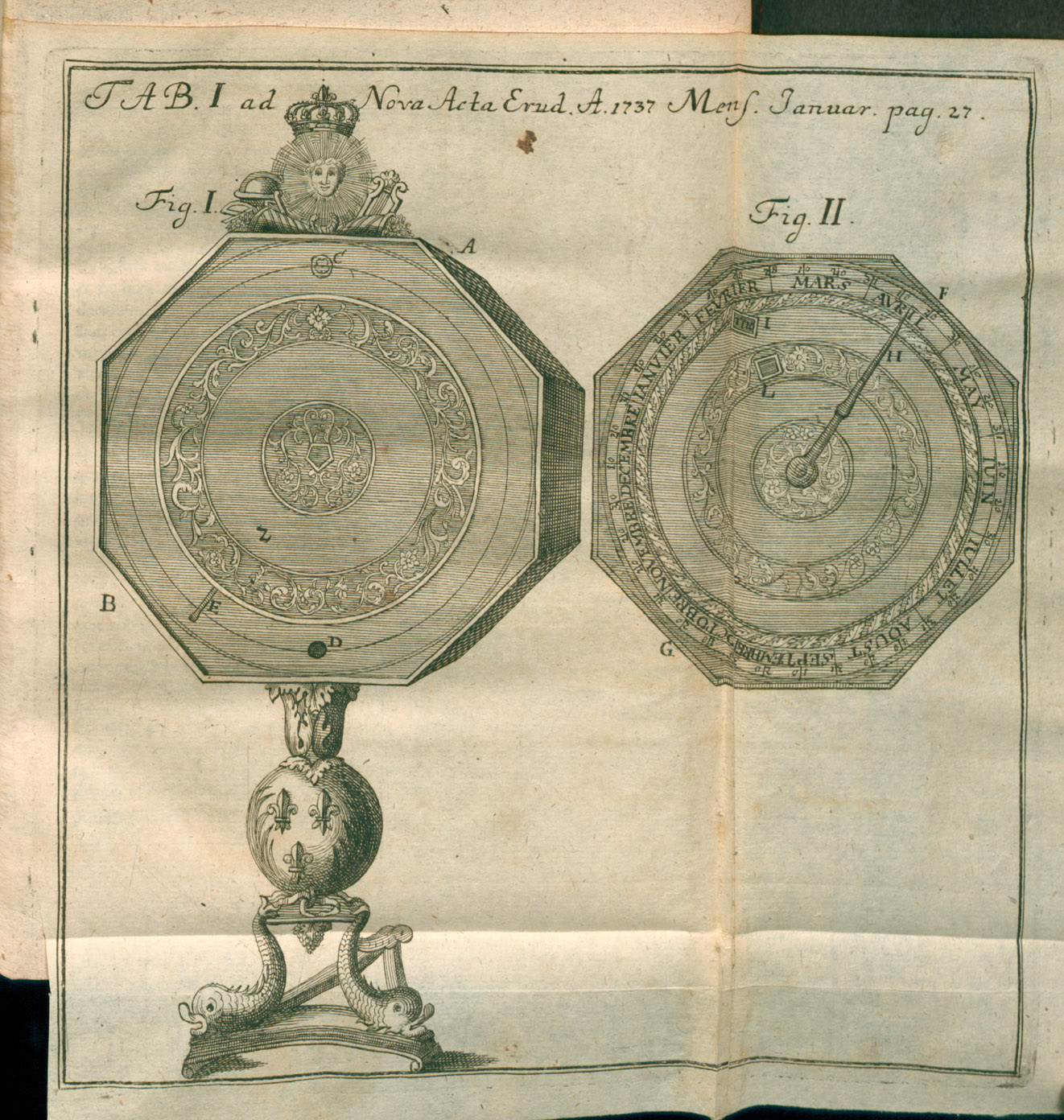
Ilustración de Machines et inventions approuvées par l'Academie Royale des Sciences desde Acta Eruditorum, 1737

Los archivos de la Academia conservan documentos impresos, como la colección de «Comptes rendus», creados en 1835, digitalizados por la Biblioteca Nacional de Francia, así como de una importante colección de retratos, bustos, medallas y medallones, usualmente firmados por grandes artistas.

## Miembros distinguidos
Alguno de los miembros más distinguidos de esta institución fueron: Georges-Louis Leclerc de Buffon,Pierre Simon Laplace, Marguerite Perey, Henri Léon Lebesgue, Joseph Fourier, Simeon Poisson, Jean-Victor Poncelet, Henri Poincaré, Charles Hermite, Émile Borel, Alfred Grandidier, Frederick Sanger, Pedro Vicente Maldonado, Antoine Lavoisier, Louis Pasteur, Jorge Juan y Santacilia.